# Аннино (Кимрский район)
Аннино  — деревня в Кимрском районе Тверской области. Входит в состав Центрального сельского поселения.

## География
Находится в юго-восточной части Тверской области на расстоянии приблизительно 8 км на запад-северо-запад по прямой от районного центра города Кимры в левобережной части района.

## История
Известна с 1628 года. С 1645 года владение московского Архангельского собора. В 1780-х годах 19 дворов. В 1859 году здесь (деревня Корчевского уезда Тверской губернии) было учтено 32 двора, в 1887 году — 28.

## Население
Численность населения: 69 человека (1788-е годы)), 175 (1859 год), 188 (1887), 0 как в 2002 году, так и в 2010.